# Сібель Кекіллі
Сібéль Кекі́ллі (нім. Sibel Kekilli; нар. 16 червня 1980 року, Гайльбронн, Баден-Вюртемберг, Німеччина) — німецька акторка та феміністка турецького походження. Стала відомою завдяки головній ролі у фільмі режисера Фатіха Акіна «Головою об стіну» (2004), удостоєному низки кінематографічних нагород. Подальшу популярність їй принесла роль Шаї у телесеріалі HBO «Гра престолів» (з 2011) та роль Сари Брандт у німецькому телесеріалі «Місце злочину». Була двічі нагороджена Німецькою кінопремїєю та була відзначена як найкраща акторка на фестивалі Трайбека у 2010 році.

## Ранні роки
Сібель Кекіллі народилася 16 червня 1980 року у місті Гайльбронн у родині робітника та прибиральниці; вона має сестру-близнючку та двох молодших братів. Її батьки приїхали до Німеччини у 1977 році із села у турецькій провінції Кайсері, й Кекіллі описує їх як «відносно сучасних мусульманських батьків».
Після закінчення школи з відмінними результатами Кекіллі пройшла навчання на програмі підготовки сертифікованих адміністративних працівників та згодом працювала у міській адміністрації Гайльбронна.
У 2002 році Сібель переїхала до Ессена, де працювала зокрема охоронницею, прибиральницею, офіціанткою, менеджеркою нічного клубу, продавчинею й фотомоделлю, а також знімалася у порнографічних фільмах.

## Карʼєра
У серпні 2002 року в Кельні Кекіллі зустріла кастинг-агентку, яка запитала її, чи не хотіла б вона зіграти роль у фільмі режисера Фатіха Акіна «Головою об стіну». Вона погодилася і пройшла кастинг на головну жіночу роль в фільмі, яку здобула, обійшовши 350 претенденток. На Берлінале у 2004 році фільм «Головою об стіну» отримав Золотого ведмедя та Європейський кіноприз у Барселоні як найкращий європейський фільм 2004 року; Кекіллі також отримала низку нагород за свою акторську гру.
Через два дні після тріумфу кінострічки на Берлінале німецька газета Bild на першій шпальті розповіла, що у 20-річному віці Сібель Кекіллі під низкою псевдонімів знімалася в порнофільмах, і ця інформація швидко поширилася. У грудні 2004 року Німецька рада у справах преси (нім. Deutscher Presserat) засудила публікацію репортажу як порушення особистих прав Кекіллі та приниження її людської гідності. Оприлюднення цієї інформації призвело й до того, що батьки Сібель обірвали всі контакти з нею.

Після того Сібель Кекіллі взяла участь й у кількох міжнародних фільмах: за свою першу головну роль у турецькому художньому фільмі, який мав назву Eve Dönüş (Повернення додому, 2006), удостоїлась нагороди як найкраща акторка на найважливішому кінофестивалі Туреччини в Анталії.

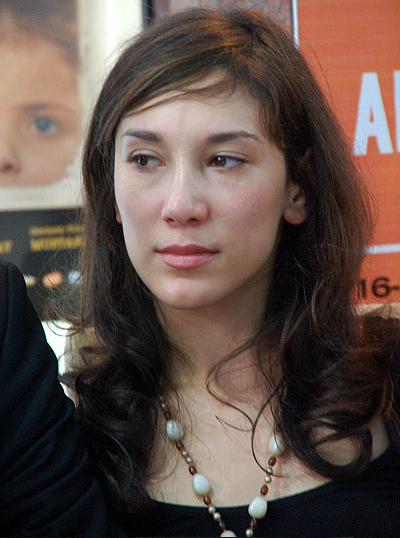
Сібель Кекіллі у 2006 році

Її першою головною роллю стала роль у кінострічці Die Fremde (Чужа), що була представлена на Берлінале 2010 року. За цю роль Кекіллі не лише отримала премію Бернгарда Вікі, премію за найкращу акторську гру на кінофестивалі Туреччина / Німеччина та Німецьку кінопремію вдруге, а й була відзначена як найкраща акторка на кінофестивалі Трайбека в Нью-Йорку. 
У минулому акторка неодноразово висловлювала бажання не стати заручницею ролей винятково жінок турецького походження. Запобігти цьому їй допомогла зокрема роль Сари Брандт у німецькому телевізійному серіалі «Місце злочину» з 2010 по 2017 роки, а також роль повії Шаї у серіалі HBO «Гра престолів», знятому за серією романів Джорджа Р.Р. Мартіна «Пісня льоду й полумʼя». У 2017 році Кекіллі покинула серіал «Місце злочину», щоб мати більше часу для інших ролей та проєктів.
Окрім цього, Сібель Кекіллі озвучує аудіокниги. У рамках проєкту «Сильні голоси» (нім. Starke Stimmen), організованого німецьким жіночим журналом Brigitte, у 2005 році Кекіллі озвучила роман Джейн Остін «Чуття і чуттєвість».

## Громадська діяльність та активізм
З 2004 року Сібель Кекіллі є амбасадоркою організації Terre des Femmes та активно займається захистом прав жінок. У дитинстві вона захоплювалася ісламом, але зараз не відносить себе до жодної з релігій. У 2006 році на заході, спрямованому проти домашнього насильства, організованому в Палаті депутатів Берліну турецькою газетою Hürriyet, акторка висловилася про домашнє насильство у мусульманських родинах:
Я пережила на власному досвіді, що фізичне та психологічне насильство вважаються нормою в мусульманських родинах. На жаль, насильство є складовою частиною культури ісламу.
Оригінальний текст (нім.)
Ich habe selbst erlebt, dass körperliche und seelische Gewalt in einer muslimischen Familie als normal angesehen wird. Leider gehört Gewalt im Islam zum Kulturgut.

У відповідь на це генеральний консул Туреччини Ахмет Назіф Альпман покинув залу. Пізніше він заявив німецькій газеті Die Tageszeitung, що вважає вислів акторки дискримінацією мусульман.
У березні 2015 року на симпозіумі, організованому федеральним президентом Німеччини Йоахімом Ґауком та організацією Terre des Femmes проти насильства в імʼя так званої честі, Сібель Кекіллі виголосила промову про роль жінки в мусульманському суспільстві та власний досвід щодо цього, яка була згодом опублікована в газеті Frankfurter Allgemeine. Промова викликала широкий резонанс та підтримку в Німеччині, а у травні того ж року Кекіллі отримала за неї звання «Авторка свободи» від Фонду Фрідріха Науманна.
У ході протестів в Туреччині у 2013 році Кекіллі висловилася на підтримку демонстрантів. У березні 2017 року за свою громадянську позицію Сібель Кекіллі була нагороджена орденом «За заслуги перед Федеративною Республікою Німеччина». 
За пропозицією партії Союз 90/Зелені у 2022 році Кекіллі була обрана членкинею 17-х Федеральних зборів Німеччини від Баден-Вюртемберга.

## Приватне життя
Станом на 2016 рік Кекіллі проживала в Гамбурзі у районі Альтона.
У 2017 році акторка обмежила доступ до свого Інстаграм-акаунту для користувачів з Туреччини, адже, за її словами, користувачі з цієї країни надсилали їй численні повідомлення з образами та погрозами.

## Фільмографія
| Рік       |    | Українська назва                 | Оригінальна назва                     | Роль                                         |
| --------- | -- | -------------------------------- | ------------------------------------- | -------------------------------------------- |
| 2004      | ф  | Головою об стіну                 | Gegen die Wand                        | Сібель Ґюнер                                 |
| 2004      | ф  | Kebab Connection                 | Kebab Connection                      | італійка                                     |
| 2006      | ф  | Зимова подорож                   | Winterreise                           | Лейла                                        |
| 2006      | ф  | Фей Ґрім                         | Fay Grim                              | консьєржка                                   |
| 2006      | ф  | Останній рух руки                | Der letzte Zug                        | Рут Цильберманн                              |
| 2006      | ф  | Повернення додому                | Eve Dönüş                             | Есма                                         |
| 2008      | с  | Нічна зміна                      | Nachtschicht                          | Лайла                                        |
| 2009      | ф  | На вулиці                        | Pihalla                               | Лаура                                        |
| 2010      | с  | Жага                             | Gier                                  | Надя Гартманн (2 епізоди)                    |
| 2010      | ф  | Чужа                             | Die Fremde / Ayrılık                  | Умай                                         |
| 2010      | с  | Інспектор і море                 | Der Kommissar und das Meer            | Івонн Бауманн                                |
| 2010      | с  | Стамбульський відділ вбивств     | Mordkommission Istanbul               | Фатма Бенлі (1 епізод)                       |
| 2010—2017 | с  | Місце злочину                    | Tatort                                | Сара Брандт (14 епізодів)                    |
| 2011—2014 | с  | Гра престолів                    | Game of Thrones                       | Шая (20 епізодів)                            |
| 2011      | ф  | Що за хлопець?                   | What a Man                            | Неле                                         |
| 2012      | ф  | Чоловіки Емдена                  | Die Männer der Emden                  | Саліма Бей                                   |
| 2015—2017 | с  | Пари                             | Paare                                 | пацієнтка (4 епізоди)                        |
| 2016      | с  | Інспектор Боровскі               | Inspector Borowski                    | Сара Брандт (9 епізодів)                     |
| 2017      | с  | Брат: Чорна сила                 | Bruder: Schwarze Macht                | Сібель (4 епізоди)                           |
| 2017      | с  | Вулиця Сезам                     | Sesamstraße                           | Сібель (1 епізод)                            |
| 2018      | с  | Кулі                             | Bullets                               | Мадіна Табурова / Заміра Ходжа (10 епізодів) |
| 2019      | ф  | Берлін, я люблю тебе             | Berlin, I Love You                    | Ясіль                                        |
| 2019      | ф  | Німеччина — це... Дім            | Deutschland ist... Heim               |                                              |
| 2020      | ф  | Лисиця у норі                    | Fuchs im Bau                          | Тара Кетабі                                  |
| 2021      | тф | Морські вогні                    | Meeresleuchten                        | Ніна Базелау                                 |
| 2022      | ф  | Темна ніч                        | Karanlık Gece                         | Сирма                                        |
| 2023      | с  | Свобода — єдине, що має значення | Freiheit ist das Einzigste, was zählt | Уллі                                         |

## Нагороди
| Нагороди і номінації | Нагороди і номінації                          | Нагороди і номінації                              | Нагороди і номінації | Нагороди і номінації | Нагороди і номінації               |
| Рік                  | Нагорода                                      | Категорія                                         | Фільм або серіал     | Результат            | Примітки                           |
| -------------------- | --------------------------------------------- | ------------------------------------------------- | -------------------- | -------------------- | ---------------------------------- |
| 2004                 | Бамбі                                         | Зірка, що сходить                                 | Головою об стіну     | Перемога             |                                    |
| 2004                 | Європейський кіноприз                         | Найкраща акторка                                  | Головою об стіну     | Номінація            |                                    |
| 2004                 | Німецька кінопремія                           | Найкраща жіноча роль                              | Головою об стіну     | Перемога             |                                    |
| 2004                 | New Faces Award                               | Найкраща акторка                                  | Головою об стіну     | Перемога             |                                    |
| 2004                 | Кінофестиваль Туреччина/Німеччина в Нюрнберзі | Найкраща акторка                                  | Головою об стіну     | Перемога             |                                    |
| 2004                 | Undine Award                                  | Найкраща молода акторка                           | Головою об стіну     | Перемога             |                                    |
| 2005                 | Міжнародний кінофестиваль в Санта-Барбарі     | Найкраща жіноча роль                              | Головою об стіну     | Перемога             |                                    |
| 2006                 | Антальський міжнародний кінофестиваль         | Найкраща акторка                                  | Повернення додому    | Перемога             |                                    |
| 2010                 | Європейський кіноприз                         | Найкраща акторка                                  | Чужа                 | Номінація            |                                    |
| 2010                 | Асоціація кінокритиків Німеччини              | Найкращий фільм                                   | Чужа                 | Перемога             |                                    |
| 2010                 | Німецька кінопремія                           | Найкраща жіноча роль                              | Чужа                 | Перемога             |                                    |
| 2010                 | Міжнародний кінофестиваль в Марракеші         | Найкраща акторка                                  | Чужа                 | Перемога             | разом з Автандилом Тетрадзе        |
| 2010                 | Фестиваль нового кіно в Монреалі              | Найкраща акторка                                  | Чужа                 | Перемога             |                                    |
| 2010                 | Фестиваль нового кіно в Монреалі              | Найкраща акторка — вибір публіки                  | Чужа                 | Перемога             |                                    |
| 2010                 | Мюнхенський кінофестиваль                     | Найкраща акторка                                  | Чужа                 | Перемога             |                                    |
| 2010                 | Кінофестиваль Туреччина/Німеччина в Нюрнберзі | Найкраща акторка                                  | Чужа                 | Перемога             |                                    |
| 2010                 | Фестиваль Трайбека                            | Найкраща акторка                                  | Чужа                 | Перемога             |                                    |
| 2011                 | Спілка кінокритиків Німеччини                 | Найкраща акторка                                  | Чужа                 | Перемога             |                                    |
| 2012                 | Bavarian TV Awards                            | Найкраща акторка в серіалі або міні-серіалі       | Місце злочину        | Номінація            | епізод «Боровскі та жінка у вікні» |
| 2014                 | Премія гільдії кіноакторів США                | Найкращий акторський склад у драматичному серіалі | Гра престолів        | Номінація            |                                    |